# Johann Julius Hecker

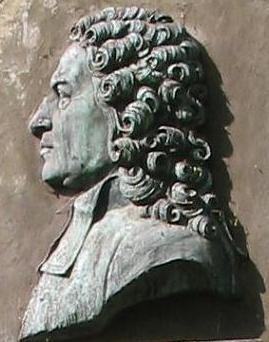
Jan Juliusz Hecker

Jan Juliusz Hecker (ur. 2 listopada 1707 w Essen-Werden r., zm. 24 czerwca 1768 r. w Berlinie) – teolog protestancki, pedagog, twórca idei szkoły realnej i założyciel jej pierwszej placówki w Berlinie w roku 1747. Ogłosił także tzw. Generalny regulamin szkół ludowych (niem. Generallandschulreglement), który wprowadził obowiązek szkolny dla wszystkich dzieci, niezależnie od stanu będących w wieku 5-14 lat.